# Katariya
Katariya è una suddivisione dell'India, classificata come census town, di 3.888 abitanti, situata nel distretto di Ambedkar Nagar, nello stato federato dell'Uttar Pradesh. 